# Antoine Lusson (père)
Ne doit pas être confondu avec Antoine Lusson, son fils.
Antoine Lusson, dit « Antoine Lusson père » (pour le distinguer de son fils à qui il avait donné le même prénom), est un vitrailliste du XIXe siècle, né en septembre 1788 au Mans, où il est mort le 19 décembre 1853.

## Biographie
En 1807, Antoine Lusson est entrepreneur et travaille sur des travaux de restauration de la couverture de la cathédrale Saint-Julien, au Mans. En 1809, alors qu'il mène ces travaux, une verrière haute du chœur s'effondre et il est chargé de combler les vides en réemployant les verrières de fenêtres basses. C'est le début d'une vocation. L'entreprise d'Antoine Lusson devient alors manufacture de vitraux. Dans les premiers temps, jusqu'en 1840, son activité est confidentielle et encore aujourd'hui mal connue.
Antoine Lusson père meurt en décembre 1853. Ce sont son fils et son gendre Édouard Bourdon qui reprennent l'atelier, mais celui-ci périclite assez rapidement et est revendu à de nouveaux entrepreneurs, qui s'installent à Paris.

## Réalisations

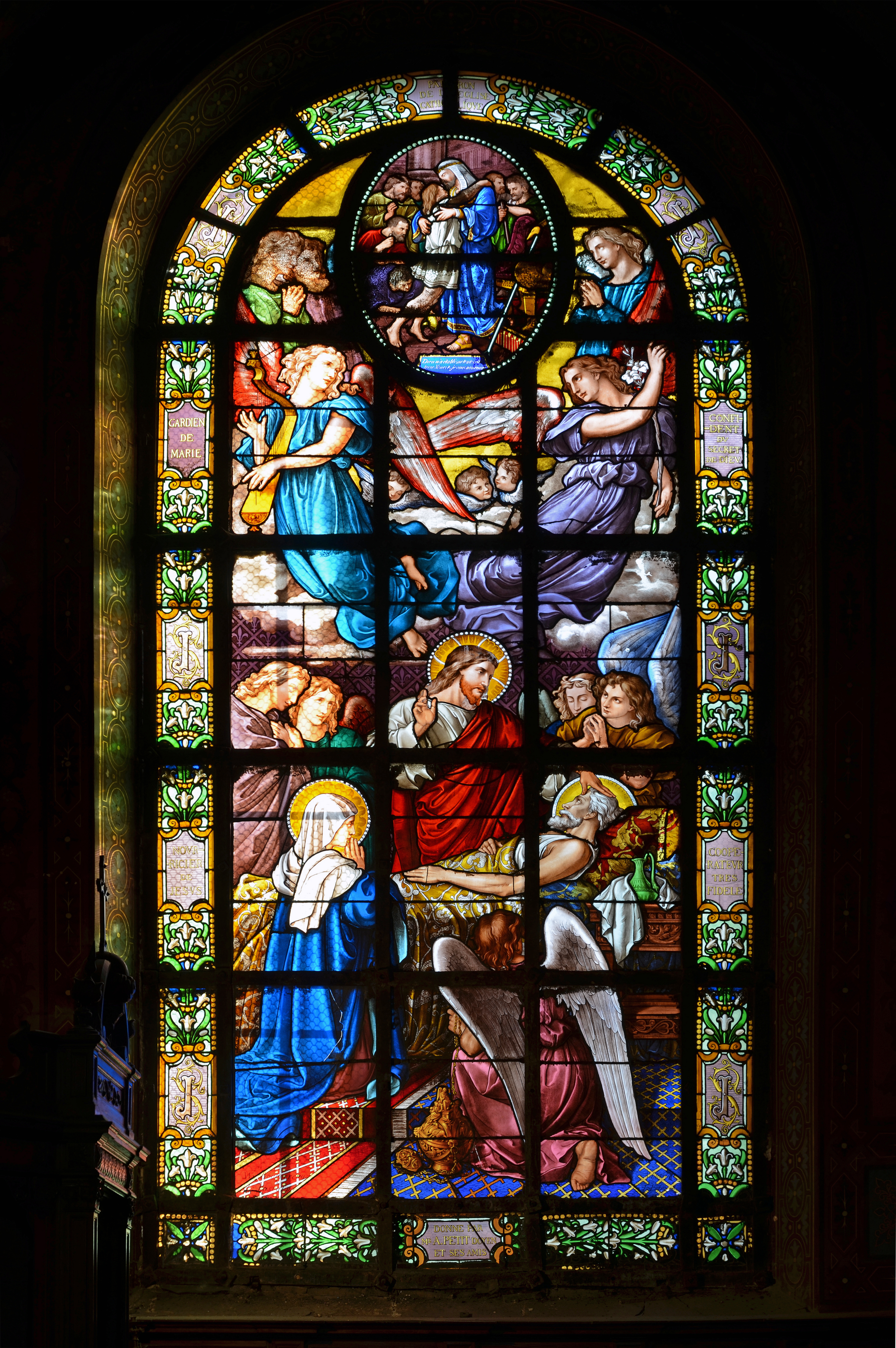
Vitrail d'Antoine Lusson, représentant la mort de Joseph, situé dans la cathédrale Saint-Louis de La Rochelle (d'après un carton de William Bouguereau).

En 1840, l'atelier Lusson est sollicité par l'abbé Tournesac, curé de Notre-Dame de la Couture, toujours au Mans, depuis 1835. Antoine Lusson y réalise la rosace de la façade occidentale ainsi que trois verrières du chœur ; un nouveau vitrail est commandé en 1844 ; il représente la vie de la Vierge, d'après un carton d'Henri Gérente, recommandé par le père Tournesac. La critique archéologique et architecturale est enthousiaste ; en particulier, Didron en fait un commentaire extrêmement élogieux dans ses Annales archéologiques. C'est le départ d'une renommée importante pour l'atelier Lusson.
En 1846, Antoine Lusson réalise trois verrières pour le déambulatoire de Saint-Germain-l'Auxerrois, sur un carton d'Eugène Viollet-le-Duc. Par la suite, pour être moins dépendant de peintres extérieurs, il a l'idée d'embaucher deux Allemands, les frères Carl et Frédéric Küchelbecker, élèves de Johann Friedrich Overbeck et donc inspirés par le mouvement nazaréen : en effet, les aspirations religieuses de ce mouvement et leur conception de la peinture correspondaient bien aux attentes des ecclésiastiques français de ce siècle.

## Autres Réalisations
En Seine-Maritime :
- A Luneray, vitraux du chœur de l'église Saint- Rémi
- A Anneville-sur-Scie, vitraux de l'église Saint-Valéry